# Firefox - Volpe di fuoco
Firefox - Volpe di fuoco (Firefox) è un film del 1982 diretto da Clint Eastwood.

## Trama

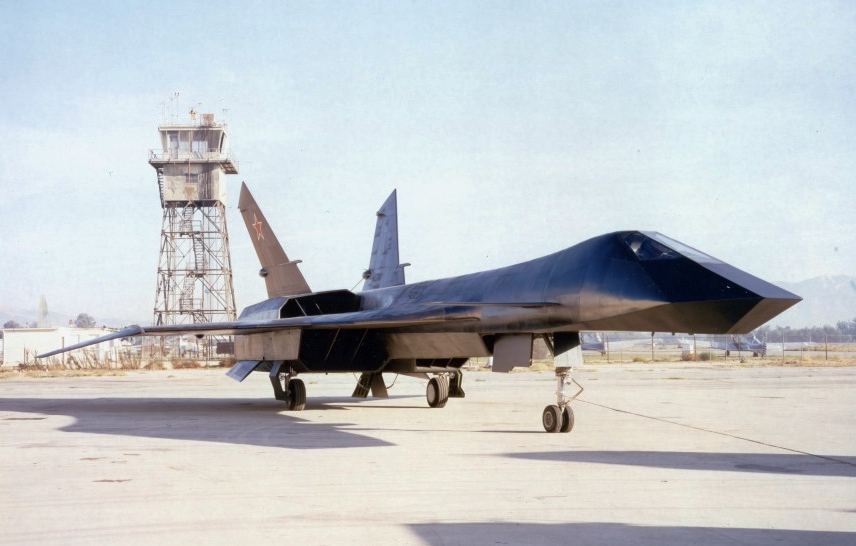
Il mockup del caccia Firefox all'aeroporto di Van Nuys nel 1982

Il maggiore statunitense Mitchell Gant, un veterano della guerra del Vietnam, è incaricato di rubare un prototipo di aereo da caccia sovietico, colloquialmente noto come Firefox, basato su un'avveniristica interfaccia mentale che ne permette la guida e l'armamento attraverso i pensieri del pilota.
Gant è stato scelto per diversi motivi: innanzitutto è stato addestratore degli stormi aerei che devono intercettare i caccia sovietici in caso di attacco, quindi li conosce quanto loro; ha le stesse misure del colonnello Voskov, il pilota collaudatore; per finire, sua madre è russa, parlando quindi la lingua fin da bambino: questo è il punto fondamentale, poiché il sistema è stato pensato per un pilota russo, che pensa nella sua lingua madre.
Aiutato da una rete di dissidenti e simpatizzanti, Gant riesce a infiltrarsi in Unione Sovietica e a raggiungere la base aerea di Biljarsk, dove si trovano i due prototipi del Firefox. Il suo compito è quello di rubarne uno e portarlo negli Stati Uniti d'America affinché possa essere studiato ed esaminato. Ma il KGB è già sulle sue tracce, e una volta decollato viene inseguito da Voskov con il secondo prototipo; deve anche guardarsi dalle altre unità aeree e marine sovietiche. I due piloti finiscono per affrontarsi in un duello aereo sui cieli dell'Artico, con Gant vincitore.

## Produzione
Realizzato con un budget di 21 milioni di dollari dell'epoca, la trama del film è ispirata all'omonimo romanzo del 1977 di Craig Thomas.
L'adattamento cinematografico e i personaggi proposti sono in linea con il quadro politico dei primi anni Ottanta del XX secolo, quando il neoeletto presidente degli Stati Uniti d'America, Ronald Reagan, si riferiva all'allora Unione Sovietica come all'«impero del male» e di riflesso la guerra fredda viveva un nuovo picco di tensione. Per i succitati motivi non fu possibile girare oltrecortina, sicché i produttori scelsero Vienna e altri luoghi dell'Austria per ricreare l'ambientazione sovietica.